# Andreas Gefe
Andreas Gefe (* 16. Juli 1966 in Küssnacht SZ) ist ein Schweizer Comiczeichner, Illustrator und freier Maler. Er lebt und arbeitet in Zürich.

## Leben
Gefe besuchte die Hochschule für Gestaltung Luzern und gestaltete zu Beginn vor allem Plakate und Comic-Kurzgeschichten.
Sein Erstling „Madame Lambert“ entstand in Zusammenarbeit mit dem amerikanischen Krimi-Autor Jerome Charyn und erzählt eine Geschichte über den Pariser Kunstmaler Antoine, der in eine finstere Intrige rund um die reiche, verführerische Industriellengattin Madame Lambert verwickelt wird. „Damit rückt Gefe gleich in die oberste Comic-Liga vor“, loben Medien.
1997 bis 2002 illustrierte er regelmässig „Geri Weibel“-Geschichten von Martin Suter im NZZ Folio.
2002 erschien „Mein Bruder Flo“. Der Krimi erzählt vom tragisch endenden Abstecher zweier naiver Brüder vom Land – der eine ist schwarz, der andere weiss – in die Stadt. Auch dieses Werk erschien wie der Erstling in Frankreich.
2002 bis 2004 illustrierte Gefe in der Weltwoche die Rubrik “Tagebuch”, 2003 bis 2004 erschien der Comic “Happy End” regelmässig in VIA, der Kundenzeitschrift der SBB, 2004 wurde er als erster Comiczeichner mit einem Werkjahr der Stadt Zürich ausgezeichnet.
2006 erschien „Der Gesang der Generäle“, erneut eine Zusammenarbeit mit José-Luis Bocquet. Der Politthriller basiert auf historischen Fakten und thematisiert die Griechische Militärdiktatur. Als eine Gruppe konservativer Militärs 1967 die Macht an sich reisst, wird ein griechischer Filmer ins Pariser Exil gezwungen. Dort plant er mit Melina Mercouri einen Film über das Regime, während seine Frau daheim verhaftet und gefoltert wird. „Eindringlich“, „mit viel stimmiger Atmosphäre“ und „spannenden Diskussionen über Exil, Folter sowie die Möglichkeiten des Films, solches zu thematisieren“ schreiben die Medien und urteilen „Gefe war zeichnerisch und atmosphärisch noch nie so souverän (...) wenn das Album einen zwiespältigen Eindruck hinterlässt, liegt das eher an Bocquets Szenario“. Der Comic sei „hoch komplex und doch verständlich, hoch spannend und doch auch tief poetisch“.
Ab 2008 und bis 2009 illustrierte er in Die Weltwoche wöchentlich den Fortsetzungsroman «Doppelpass» von Charles Lewinsky, die Geschichte eines illegalen Einwanderers und seines Bruders, der als Fussballstar rasch in der Schweiz eingebürgert wird. Seit Oktober 2010 veröffentlicht er im züritipp “zwei mal zwei” mit Lewinsky als Autor. Diese Zeichnungen bilden die Grundlage für Gefes neuen Band "Zwei mal Zwei", der 2011 bei Edition Moderne erschien.
2022 erschien der Comic "(Not) A New York Love Story", eine Zusammenarbeit mit dem Autor Julian Voloj bei Sarbacane, Paris und FairSquare Comics, New York. Bei Edition Moderne, Zürich erschien dieselbe Geschichte unter dem Titel "IN NY". 
2024 eröffnete die Ausstellung "Und dann kam Bronze!" im Bernischen Historischen Museum, zu der Gefe im Auftrag von Groenlandbasel die szenografischen Malereien beisteuerte. 
Illustrationen von Andreas Gefe sind unter anderem erschienen in: NZZ Folio, Facts, Das Magazin, SonntagsZeitung, Tages-Anzeiger, Beobachter, Bilanz, SonntagsBlick, Le Temps, Rolling Stone Magazine, New York Times Book Review etc. Er gestaltet auch Plakate, so für Karl’s kühne Gassenschau und CD-Cover.

## Stil
Bei seinen ersten Werken bediente Gefe sich der Technik der Monotypie und koloriert am Computer. Als Illustrator arbeitet er aber unterdessen vornehmlich in Acryl. “Ich sehe mich als Künstler, denn mein Arbeitsspektrum ist weitläufig und nicht nur auf Comics beschränkt. Es umfasst auch Illustrationen und freie Malerei”, so Gefe. “Ich mag seinen dunklen Stil”, so beschreibt ihn Jerome Charyn. “Mir war das gegenständliche Zeichnen schon immer näher als die Abstraktion”, ergänzt Gefe, bei dem früher oft überproportional grosse Gesichter auftauchen, weil “ich Gesichter liebe”. Gefe habe einen eigenständigen Stil entwickelt, “der nicht zuletzt dank der eigenwilligen und körnigen Farbgestaltung subtil Stimmungen und Zwischentöne heraufbeschwört”.

## Werke
- Guillaume Tell revient, Genève 1991 (Sammelband).
- Alice im Wunderland, Edition Moderne, Zürich 1992 (Sammelband).
- Madame Lambert (mit Jérome Charyn), Arrache Cœur, Zürich 1997, ISBN 3-907055-03-9. Französisch: Madame Lambert, Editions du Masque, Paris 1998.
- Aufgekratzt, Edition Moderne, Zürich 1997 (Sammelband).
- La BD du 3ème, Lausanne 1999 (Sammelband).
- Mein Bruder Flo (mit José-Luis Bocquet), Arrache Cœur, 2002, ISBN 978-3-907055-61-8. frz.: Frères de Lait, Paris, Editions Proust 2003.
- Der Gesang der Generäle (mit José-Luis Bocquet), Edition Moderne, Zürich 2006, ISBN 3-03731-001-4.
- Zwei mal zwei (mit Charles Lewinsky), Edition Moderne, Zürich 2011, ISBN 978-3-03731-084-7.
- IN NY (mit Julian Voloj), Edition Moderne, Zürich, ISBN 978-3-03731-239-1. frz.: (Not) A New York Love Story, Sarbacane, Paris, ISBN 978-2-37731-795-0. engl.: FairSquare Comics, NYC, ISBN 979-8-98592-787-0

## Ausstellungen (Auswahl)
- 1991 Fumetto, Luzern
- 2002 Fumetto, Luzern
- 2006 Fumetto, Luzern
- 2018 Cartoonmuseum Basel[10]

Hinzu kommen Gruppen- und Einzelausstellungen in Zürich, Paris, Genf, Angoulême, Krakau und Villingen-Schwenningen.

## Auszeichnungen
- 1996 Eidg. Preis für angewandte Kunst
- 1997 Atelierstipendium Krakau, Polen (Schweiz. Bundesamt für Kultur)
- 1999 Preis der W. Wirz-Stiftung, Basel
- 2004 Comic-Werkjahr der Stadt Zürich
- 2004 Preis der W. Wirz-Stiftung, Basel
- 2006 Atelierstipendium Berlin, Deutschland (Kanton Schwyz)
- 2009/10 Atelierstipendium London, UK (Kulturstiftung Landis & Gyr)
- 2013 Werkbeitrag, Kanton Schwyz
- 2019 Atelierstipendium New York City, Kanton Schwyz
- 2024 Werkbeitrag, Kanton Schwyz